# Bactrocera affinidorsalis
Bactrocera affinidorsalis är en tvåvingeart som först beskrevs av Hardy 1982.  Bactrocera affinidorsalis ingår i släktet Bactrocera och familjen borrflugor. Inga underarter finns listade.